# بویاگاما
بویاگاما (به لاتین: Boyagama) یک منطقهٔ مسکونی در سری‌لانکا است که در استان مرکزی (سری‌لانکا) واقع شده‌است.